# Andsjön, Dalarna
Andsjön är en sjö i Mora kommun i Dalarna och ingår i Dalälvens huvudavrinningsområde. Sjön har en area på 0,131 kvadratkilometer och ligger 370,5 meter över havet.

## Delavrinningsområde
Andsjön ingår i det delavrinningsområde (674739-141981) som SMHI kallar för Mynnar i Jugån. Medelhöjden är 381 meter över havet och ytan är 1,13 kvadratkilometer. Det finns inga avrinningsområden uppströms utan avrinningsområdet är högsta punkten. Vattendraget som avvattnar avrinningsområdet har biflödesordning 4, vilket innebär att vattnet flödar genom totalt 4 vattendrag innan det når havet efter 330 kilometer. Avrinningsområdet består mestadels av skog (84 procent). Avrinningsområdet har 0,13 kvadratkilometer vattenytor vilket ger det en sjöprocent på 11,7 procent.